# روبرتو مورولو
روبرتو مورولو (ایتالیایی: Roberto Murolo; ۱۹ ژانویهٔ ۱۹۱۲ – ۱۳ مارس ۲۰۰۳) هنرپیشه، خواننده، آهنگساز و ترانه‌سرای اهل ایتالیا بود. وی بین سال‌های ۱۹۳۶ تا ۱۹۹۷ میلادی فعالیت می‌کرد.